# Sassis
Sassis é uma comuna francesa na região administrativa de Occitânia, no departamento dos Altos Pirenéus. Estende-se por uma área de 0,5 km². Em 2010 a comuna tinha 84 habitantes (densidade: 168 hab./km²).